# Friedrich Wilhelm Mosqua
Friedrich Wilhelm Mosqua (* 2. August 1759 in Danzig; † April  1826 in Berlin) war ein preußischer Gerichtsbeamter und Kriminalrat.

## Leben
Nach verschiedenen beruflichen Stationen in „niederen gerichtlichen Ämtern in der gesetzlichen Stufenfolge“ an westpreußischen Gerichten wurde Mosqua 1793 zum Direktor des Stadtgerichts und Oberfiskal in Posen berufen. Zudem wurde er im Juni 1796 Inquisitor publicus und Oberfiskal in Warschau.
Nach dem Brand des Warschauer Mniszech-Palasts 1805 kaufte Mosqua das Gebäude von den Brüdern Potocki, wonach er es instand setzen und einen Konzertsaal einbauen ließ. Unter dem Saal hatte die Musikgesellschaft „Harmonia“ ihren Sitz, die von dem dort ebenfalls wohnenden Musiker E. T. A. Hoffmann gegründet worden war.
Beim Vorrücken der Franzosen im Vierten Koalitionskrieg flüchtete er 1807 nach Königsberg, wo er als Oberfiskal und Assessor beim Stadtgericht tätig war.
Unter dem Eindruck der französischen Besatzung nach dem Frieden von Tilsit bemühte er sich im Frühjahr 1808 um die Stiftung eines „Deutschen Bundes“ mit dem Ziel der „Befreiung und Aufrichtung des Vaterlandes“. Jedoch konnten er seine Logenbrüder nicht von den vorgeschlagenen Statuten überzeugen, sodass die Gruppe nach einer ersten Beratung am 7. April unverrichteter Dinge wieder auseinanderging. Darauf  trat dem Tugendbund am ersten Tag seines Bestehens bei, jedoch war er hier kein Gründungsmitglied.
Zum Ende des Jahres 1811 wurde er als Inquirent und Kriminalrat an das Berliner Kammergericht versetzt.

## Veröffentlichungen
- Ueber den Wohllaut der teutschen Sprache. Maurer, Berlin 1817 (Digitalisat im Münchener Digitalisierungszentrum).
- Prüfung der neuen Gründe für die öffentlich-mündliche Rechtspflege. Hahn, Berlin 1818.
- Ueber das Geschwornen-Gericht in Beziehung auf das Gutachten der Königlichen Preußischen Immediat-Justiz-Commission am Rhein. Maurer, Berlin 1820.